# Pfarrkirche Mellau

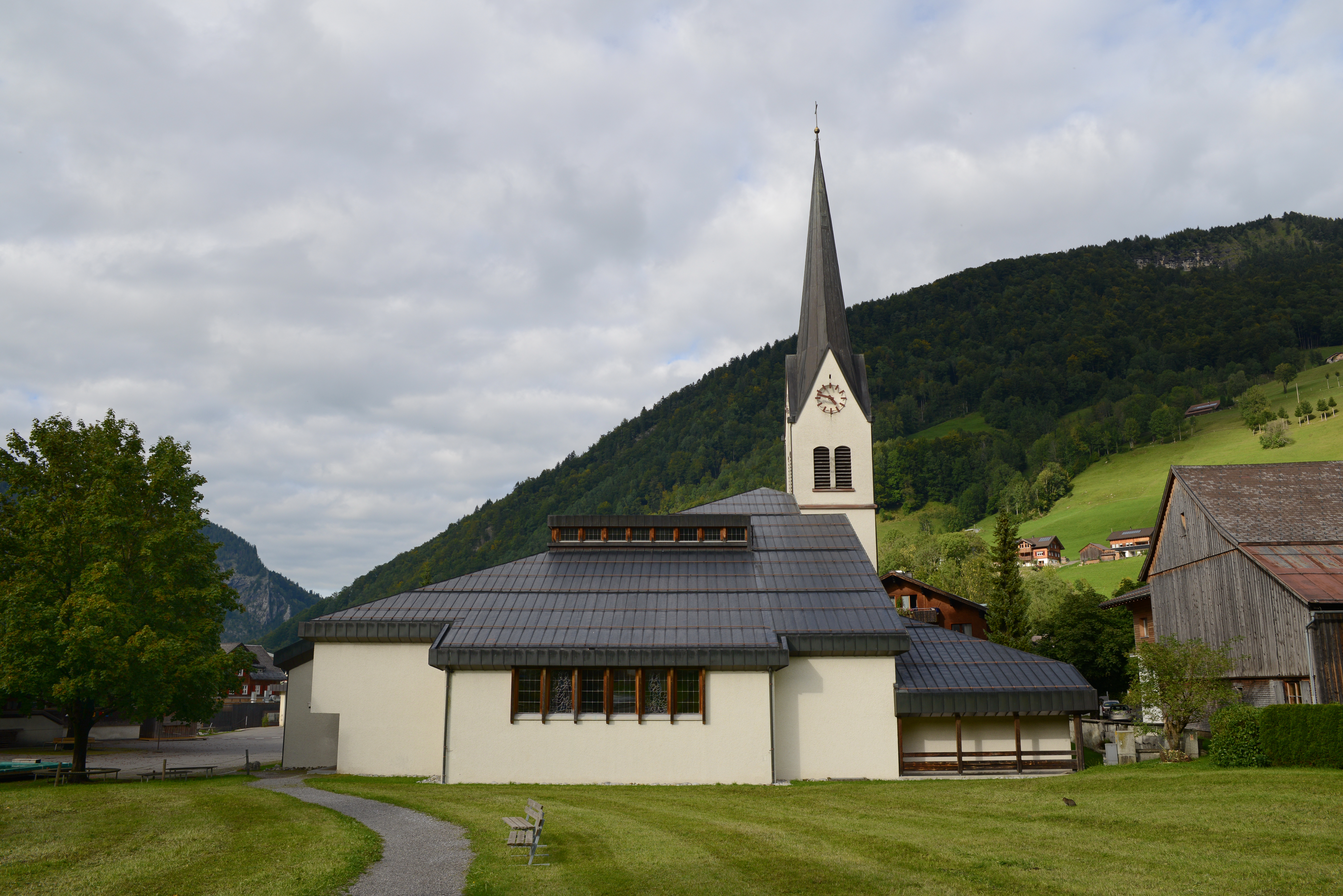
Katholische Pfarrkirche hl. Antonius in Mellau

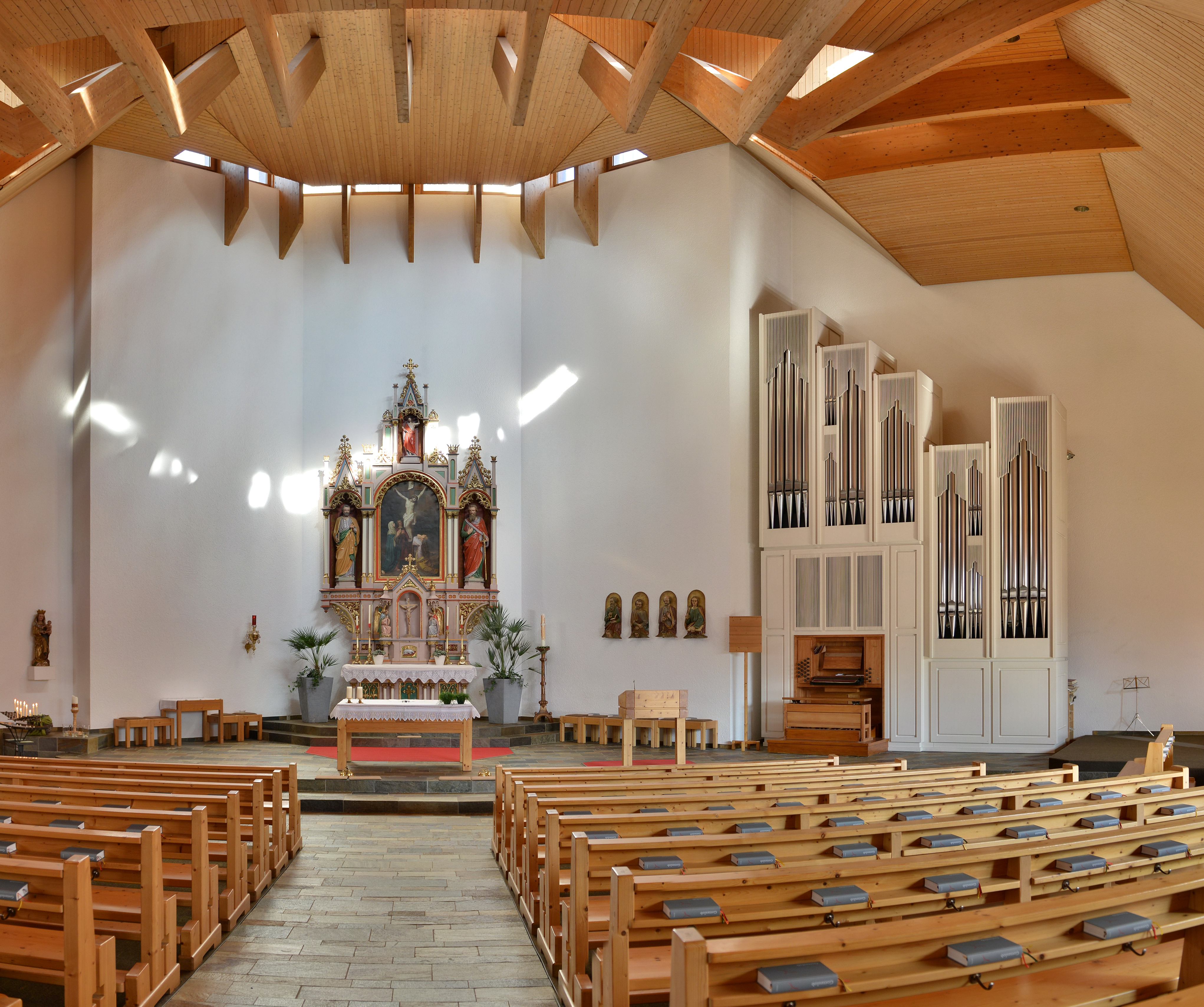
Langhaus, Blick zum Altarraum

Die Pfarrkirche Mellau steht im Ortszentrum in der Bregenzerwälder Gemeinde Mellau im Bezirk Bregenz in Vorarlberg. Die dem Patrozinium  hl. Antonius der Eremit unterstellte römisch-katholische Pfarrkirche gehört zum Dekanat Hinterwald der Diözese Feldkirch. Die Kirche steht unter Denkmalschutz (Listeneintrag).

## Geschichte
1446 wird der Bau einer Kirche erstmals urkundlich erwähnt, die dem Stift St. Gallen unterstellt war.  Ab 1464 gehörte sie zur Abtei Mehrerau, gleichzeitig erfolgte die Pfarrerrichtung. 1793 wurde ein neuer Kirchenbau von Georg Mathis errichtet. Nach einem Brand wurde sie 1870 nach Plänen von Josef Willam neu gebaut und 1875 geweiht. 1903 wurde der Turm erhöht. In den Jahren 1980 bis 1982 wurde die Kirche mit Ausnahme des Turmes durch die Architekten Hermann Keckeis und Vonier vollständig neu gebaut.

## Architektur
Die Glasfenster der Kirche stammen aus der Zeit um 1940. Sie zeigen die heilige Ilga, den heiligen Fidelis, den heiligen Gebhard, den heiligen Wendelin, die heilige Elisabeth und die heilige Barbara.

## Ausstattung
Der Hochaltar von 1873 stammt aus der Hand von Anton Rüscher. Es ist ein zweigeschoßiger Retabelaufbau mit Nischen und Fialen. Die Figuren stellen den Heiland, die Apostelfürsten Petrus und Paulus sowie kniende Engel dar. In der unteren Nische ist ein Kruzifix. Das Altarbild, das die Kreuzigung mit Maria, Johannes und Maria Magdalena darstellt, stammt auch von 1873 aus der Hand von Franz Bertle.
In  der Kirche stehen auch einige Figuren, etwa eine Marienstatue mit Kind aus dem 15. Jahrhundert aus der Kapelle in Dös. Die vier Evangelistenstatuen stammen von der ehemaligen Kanzel von Anton Rüscher aus dem Jahr 1873. Die Kreuzwegstationen sind Kopien von Alois Waldner nach Martin von Feuerstein von 1931. In der Kirche hängt außerdem ein Bild, das den heiligen Antonius zeigt. Es wurde 1874 von Karl Georg Kaiser nach Melchior Paul von Deschwanden gemalt.

### Orgel
Die Orgel aus dem Jahr 1875 stammt von Anton Behmann und wurde 1950 umgebaut.